# João do Canto Castro
João do Canto Castro (Angra do Heroísmo, Açores, Portugal  — Ilha Terceira , Açores) foi um fidalgo português.
Foi-lhe concedida a pensão de 40$000 réis (moeda da época) com o hábito da Ordem de Cristo por alvará de 9 de Setembro de 1642.
Assumiu o cargo de Provedor das Armadas e Naus da Índia em todas as ilhas dos Açores por Carta-régia de 15 de Outubro de 1642, tendo recebido a mercê de Conselheiro do rei, em 13 de Março de 1665.